# Дилюв-Шляхецький
Дилюв-Шляхецький (пол. Dylów Szlachecki) — село в Польщі, у гміні Паєнчно Паєнчанського повіту Лодзинського воєводства.
Населення — 279 осіб (2011).
У 1975-1998 роках село належало до Ченстоховського воєводства.

## Демографія
Демографічна структура станом на 31 березня 2011 року:
|          | Загалом | Допрацездатний вік | Працездатний вік | Постпрацездатний вік |
| -------- | ------- | ------------------ | ---------------- | -------------------- |
| Чоловіки | 137     | 32                 | 98               | 7                    |
| Жінки    | 142     | 21                 | 98               | 23                   |
| Разом    | 279     | 53                 | 196              | 30                   |